# Outremont
Outremont ist eines von 19 Arrondissements der Stadt Montreal in der kanadischen Provinz Québec. Vor 2002 war es eine eigenständige Gemeinde. Im Jahr 2011 zählte der 3,9 km² große Stadtbezirk 23.566 Einwohner. Somit ist Outremont das flächenmäßig kleinste Arrondissement.

## Geographie
Outremont liegt im Zentrum der Île de Montréal, am Nordwesthang der 211 Meter hohen Colline d’Outremont, einem der drei Gipfel des Montrealer Hausbergs Mont Royal. Benachbarte Arrondissements der Stadt Montreal sind Villeray–Saint-Michel–Parc-Extension im Nordwesten, Rosemont–La Petite-Patrie im Norden, Le Plateau-Mont-Royal im Nordosten, Ville-Marie im Südosten und Côte-des-Neiges–Notre-Dame-de-Grâce im Süden. Im Westen grenzt Outremont an die eigenständige Gemeinde Mont-Royal.

## Geschichte
Der Sulpizianerorden, der die Grundherrschaft über die Île de Montréal ausübte, wollte das Innere der Insel landwirtschaftlich erschließen. Zu diesem Zweck vergab er ab 1694 Parzellen an der Nordwestseite des Mont Royal. Die von Bauernfamilien besiedelte Gegend trug zu Beginn die Bezeichnung Côte Sainte-Catherine. Erst im 19. Jahrhundert begann die Bevölkerungszahl merklich anzusteigen. Es siedelten sich vor allem Personen britischer Herkunft an, die um 1880 vier Fünftel der Bevölkerung ausmachten.

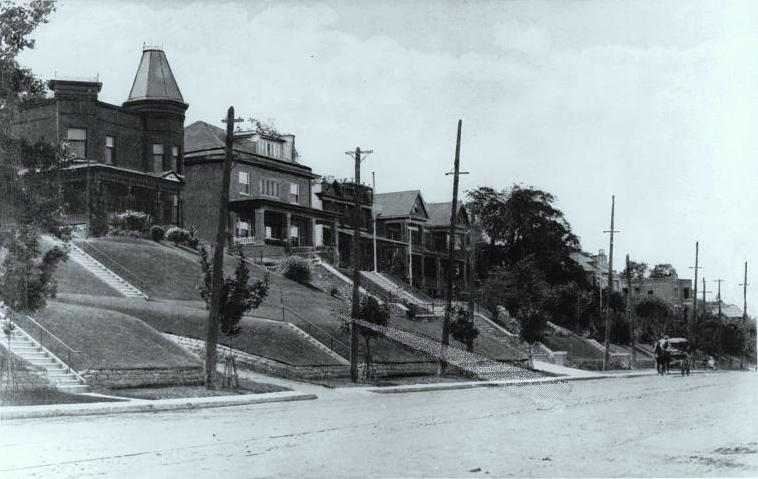
Outremont um 1910

1875 wurde die Gemeinde Outremont gegründet. Der Name leitet sich von einem noch heute bestehenden repräsentativen Landhaus ab, das 1833 von Louis-Tancrède Bouthillier errichtet worden war und Outre-Mont („auf der anderen Seite des Berges“) hieß. 1895 erhielt Outremont den Status einer Stadt und entwickelte sich zu einem attraktiven Wohnstandort für Wohlhabende. Der anglophone Bevölkerungsanteil sank kontinuierlich, da sich immer mehr französischsprachige Personen ansiedelten. Außerdem zogen zahlreiche chassidische Juden hierhin. Am 1. Januar 2002 fusionierte Outremont mit der Stadt Montreal und bildet seither ein Arrondissement.

## Bevölkerung
Gemäß der Volkszählung 2011 zählte Outremont 23.566 Einwohner, was einer Bevölkerungsdichte von 6043 Einwohnern/km² entspricht. Von den Befragten gaben 61,0 % Französisch und 12,0 % Englisch als Muttersprache an. Weitere bedeutende Sprachen sind unter anderem Jiddisch (13,2 %), Arabisch (2,0 %), Griechisch (1,9 %) und Spanisch (1,8 %).

## Sehenswürdigkeiten
- Friedhof Mont-Royal
- Teil der Universität Montreal
- Kirche Saint-Viateur d’Outremont